# Моден-Сессак, Лоранс
Лоранс Моден-Сессак (фр. Laurence Modaine-Cessac; род. 28 декабря 1964) — французская фехтовальщица-рапиристка, призёрка чемпионата мира и Олимпийских игр.

## Биография
Родилась в 1964 году в Дуэ. В 1984 году стала обладательницей бронзовой медали Олимпийских игр в Лос-Анджелесе в командном первенстве, а в личном зачёте была 6-й. В 1988 году приняла участие в Олимпийских играх в Сеуле, но там французские рапиристки были лишь 7-ми, а она сама заняла 33-е место в личном зачёте. В 1992 году приняла участие в Олимпийских играх в Барселоне, но там французские рапиристки были лишь 5-ми, а она сама заняла 4-е место в личном зачёте. В 1994 году завоевала бронзовую медаль чемпионата мира. В 1996 году приняла участие в Олимпийских играх в Атланте, но там французские рапиристки были лишь 5-ми, а она сама заняла 4-е место в личном зачёте.